# Jean Aicard
Pour les articles homonymes, voir Aicard.
Jean François Victor Aicard, né le 4 février 1848 à Toulon (Var) et mort le 13 mai 1921 à Paris 7e, est un poète, romancier et dramaturge français.

## Biographie

### Famille
Son père Jean était un républicain saint-simonien, rédacteur dans des journaux d'opposition sous le Second Empire. Il meurt quand son fils a cinq ans.

### Jeunesse
Jean Aicard naît le 4 février 1848 à Toulon (Var). Une plaque signale sa maison natale, rue de l'Ordonnance. Il fait ses études à Mâcon, où il fréquente Lamartine, puis au lycée de Nîmes, puis en droit à Aix-en-Provence.
Venu à Paris en 1867, il y publie un premier recueil, les Jeunes Croyances, où il rend hommage à Lamartine. Le succès qu'il rencontre lui ouvre les portes des milieux parnassiens, grâce à son cousin, Pierre Elzéar. En 1869, il collabore au deuxième recueil du Parnasse contemporain. En 1870, une pièce en un acte est produite au théâtre de Marseille. Pendant la guerre, il reste à Toulon dans sa famille. Après la guerre, il assiste aux dîners des Vilains Bonshommes et participe à la création de la revue La Renaissance littéraire et artistique.

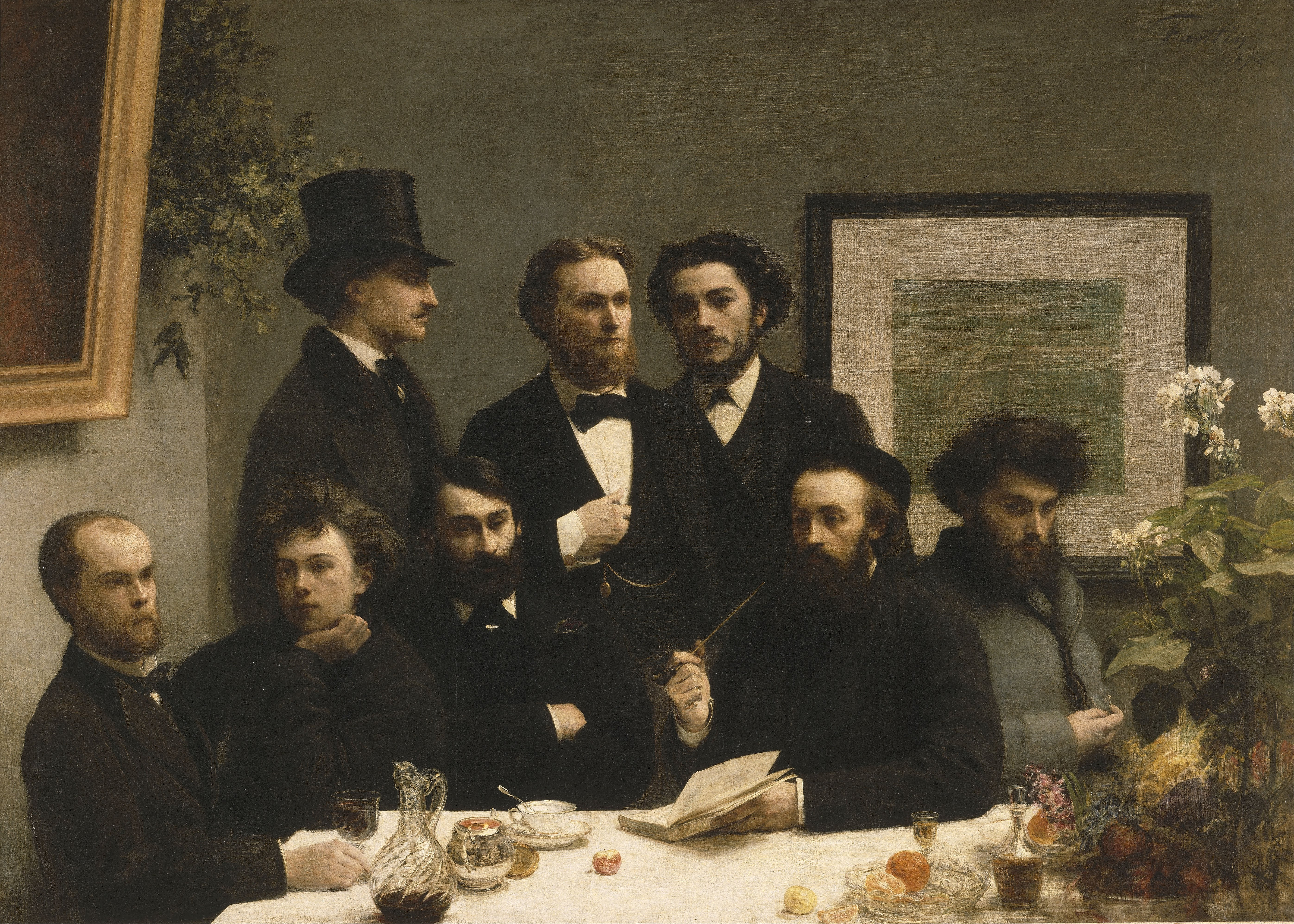
Un coin de table, 1872
Fantin-Latour
Musée d'Orsay

On le retrouve dans le portrait de groupe Un coin de table réalisé par Henri Fantin-Latour en 1872 : il est la plus à droite des trois personnes debout.

### Notoriété
En 1874, il publie Poèmes de Provence, qui font de lui le poète de cette région. En 1876, il collabore au troisième recueil du Parnasse contemporain.

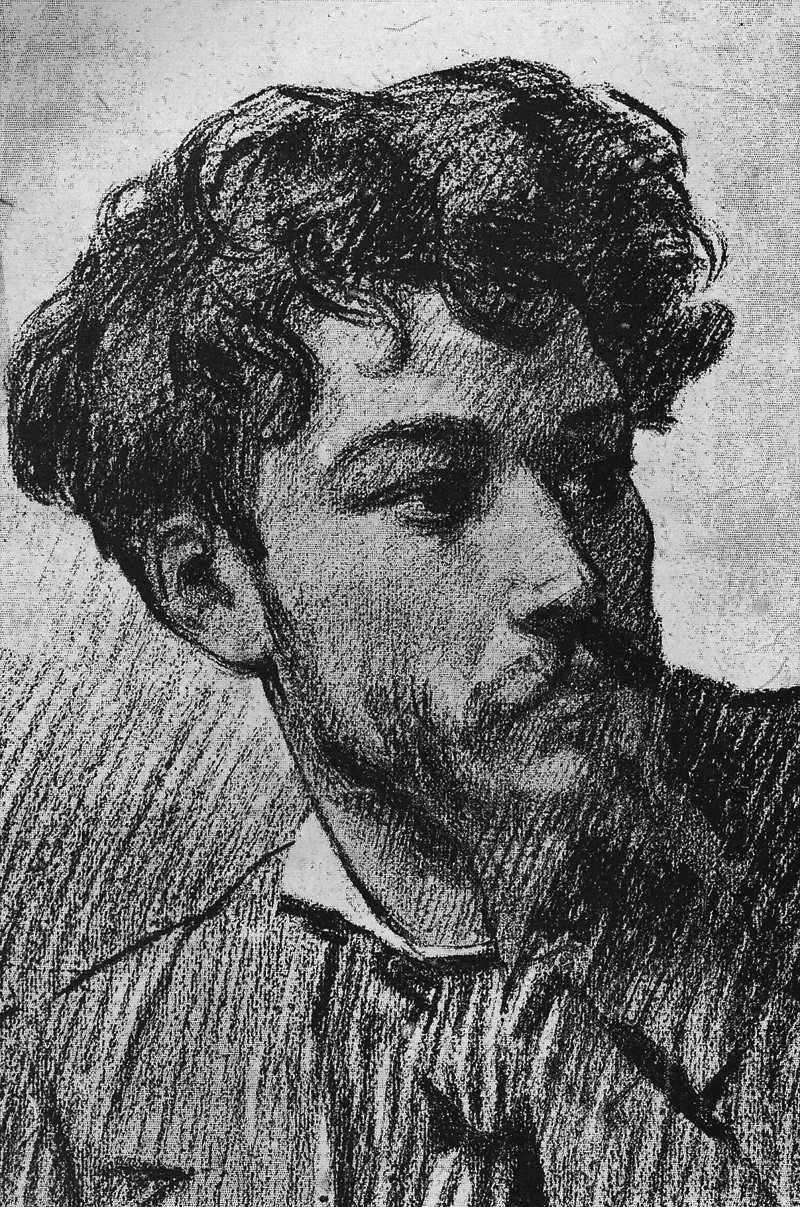
Jean Aicard vers 1878, portrait au fusain par Félix Régamey.

Les deux romans qui lui valent la reconnaissance sont Maurin des Maures (1908) et L'illustre Maurin. D'une façon générale, l'enfance incarne une source d'inspiration prédominante dans son œuvre.
En 1894, il devient président de la Société des gens de lettres. Le guide Paris-Parisien, qui le considère en 1899 comme une « notoriété des lettres », note le « romantisme méridional » de son œuvre.
En 1909, il entre à l'Académie française au fauteuil de François Coppée. Il est considéré avant tout comme le poète de la Provence. Pierre Loti, dans sa réponse au discours de réception, insiste aussi sur cette particularité : « Le titre de régionaliste vous sied plus qu’à personne, et je le trouve d’ailleurs fort beau car la lumineuse, et vive, et fine Provence, c’est vous qui, réellement, nous l’avez donnée ».
Il est élu maire de Solliès-Ville en 1919, fait classer monument historique les ruines du château des Forbin et y fait jouer par la Comédie-Française sa pièce Forbin de Solliès ou le Testament du roi René.

### Relations avec Victor Hugo
Audacieux, il envoie en 1864 à Guernesey un long poème à Victor Hugo qu’il admire. Les quatre-vingt-dix-neuf vers commencent ainsi :
« Je vous aime, exilé qui pleurez votre France
Je vous aime et vos chants me pénètrent le cœur
Je souris avec vous aux rêves de bonheur
Je pleure : je comprends votre sainte souffrance. »
Victor Hugo, touché par ce jeune homme de seize ans, lui écrit :
« Vous avez bien fait de m’envoyer des vers. Ils sont émus et touchants [...]. On y sent la palpitation d’un jeune et noble esprit. Courage mon doux poète, adorez passionnément la justice et la liberté et aimez-moi un peu. »
La réponse à cette audacieuse initiative sera suivie d’une longue et affectueuse correspondance qui ne cessera qu’à la mort du grand écrivain. Pour ce jour douloureux, Jean Aicard sera convié à faire partie de la garde d’honneur entourant le célèbre défunt.

### Relations avec Frédéric Mireur
La mésentente avec Frédéric Mireur était de notoriété publique (quoique, paradoxalement, à Draguignan, une rue porte le nom de Frédéric Mireur quasiment dans le prolongement de la rue Jean Aicard). Mireur égratignera le côté anti-clérical d'Aicard dans son livre Les anciens couvents de Draguignan. Tandis que Jean Aicard voyait en Frédéric Mireur un homme réactionnaire et proche des idées anti-dreyfusardes. La dissension atteint son paroxysme lors de l'écriture de Maurin des Maures. Frédéric Mireur considérera, entre autres, le passage avec le préfet de Draguignan comme grotesque et fantaisiste. Dans ce roman, les Varois en général et les habitants de Gonfaron en particulier sont décrits comme simplets et de mœurs primitives. Dans ce même chapitre, il imaginera les habitants de ce village souffler un par un dans l'anus d'un âne :  « Ils amenèrent sur la place publique un vieil âne qui n’était plus bon à rien, pensant que si celui-là montait au ciel et ne reparaissait plus on ne perdrait pas grand-chose ; et ils se mirent en posture de le gonfler de leur respiration, en la lui soufflant, — sauf votre respect — par le trou que tous les ânes ont sous la queue. » Le curé Pignerol et l'ermite de Notre-Dame-des-Anges sont, entre autres, deux caricatures d'homme d’Église dans ce même récit. Jean Aicard les dépeint comme hypocrites et sots :
« Je l’ai connu, ce Pignerol ; je la lui ai servie plus d’une fois, la messe. Il arrivait ici à cheval, sautait à bas de sa monture, sa soutane haut retroussée laissant voir des culottes de velours gris côtelé ; il la relevait ainsi, toute la jupe sur son bras, de peur qu’elle s’accrochât à ses grands éperons ; et, en entrant dans l’église, il allait poser d’abord, avec une génuflexion, sa cravache sur l’autel. »
« L’ermite était un ancien valet de ferme, un fainéant venu on ne sait d’où, qui avait eu (comme tant d’autres en maint autre lieu) l’idée de s’affubler d’une méchante robe de bure, de se ceindre les reins d’une corde et d’attendre les pèlerins, dévots à Notre-Dame-des-Anges, pour tirer d’eux quelques petits profits. »

### Décès
Jean Aicard meurt le 13 mai 1921 à la maison de santé des Hospitaliers de Saint-Jean-de-Dieu, rue Oudinot dans le 7e arrondissement de Paris. Il est enterré au cimetière central de Toulon.

## Œuvres

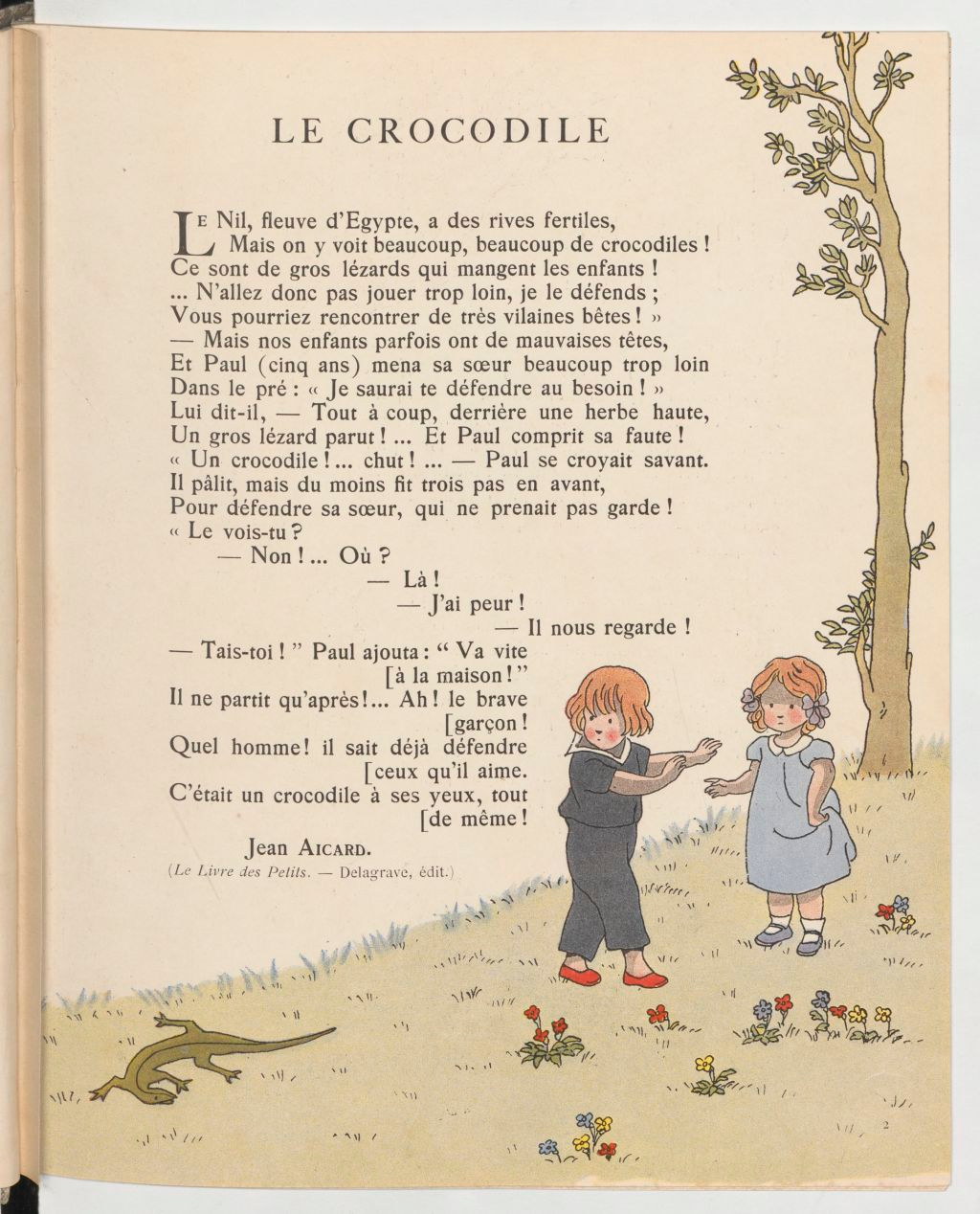
Conte du crocodile, illustré par Marie-Madeleine Franc-Nohain

### Poésie
- Jeanne d'Arc (Le rachat de la Tour), 27 avril 1866, imprimerie d'E. Aurel, Toulon
- Les Jeunes Croyances, Alphonse Lemerre, 1867 lire en ligne sur Gallica
- Au clair de la lune, 1870, Alphonse Lemerre
- Rébellions et Apaisements, 1871, Alphonse Lemerre
- Mascarille, 1873, Alphonse Lemerre
- Pierre Puget, 1873, L. Laurent, Toulon (médaille d'or au concours de poésie de Toulon)
- Poèmes de Provence, 1874, Alphonse Lemerre - Prix Montyon de l’Académie française
- La Chanson de l'enfant, 1876, Fischbacher - Prix Montyon de l'Académie française
- Le Petit Peuple, 1879, Cayer
- Les Poèmes de Provence ; les cigales, 1878
- Miette et Noré, idylle provençale, 1880, Charpentier - Prix Vitet de l'Académie française 1881
- Lamartine, 1883, Ollendorff - Prix de poésie de l'Académie française
- Le Dieu dans l’homme, 1885, Ollendorff
- L'Éternel Cantique, 1885, Fischbacher
- Maternités, 1886
- Le Livre des petits, 1886, Delagrave
- Le Livre d’heures de l'amour, 1887, Alphonse Lemerre
- Jésus, 1896, Flammarion
- Sauveteurs, 1898, Mouillet
- Italie et France (vers), 1903, Crété
- Hollande, Algérie (poèmes et prose), 1913, Flammarion
- Le Témoin, 1914 - 1916, Flammarion
- Le Jardin des enfants, 1914, Flammarion
- La Légende du Chevrier, (adaptation musicale de Emile Dens), 1914, J. Poulalion
- Le Sang du sacrifice, 1917, Flammarion

### Romans et nouvelles
- Roi de Camargue, 1890, Testard
- Le Pavé d'amour, 1892, Ollendorff
- L'Ibis Bleu, 1893, Flammarion
- Fleur d'abîme, 1894, Flammarion
- L'Été à l'ombre (nouvelles), 1895, Flammarion
- Diamant noir (roman), 1895, Flammarion
- Notre-Dame-d'Amour, 1896, Flammarion - texte en ligne
- L'Âme d'un enfant, 1898, Flammarion
- Mélita (roman bohème), 1898, Flammarion
- Tata, 1901, Flammarion
- Benjamine, 1906, Flammarion - lire en ligne sur Gallica
- Maurin des Maures, 1908, Flammarion
- L'Illustre Maurin, 1908, Flammarion
- Arlette des Mayons (roman de la terre et de l'école), 1917, Flammarion
- Gaspard de Besse - un bandit à la française, 1918, Flammarion
- Le Fameux Chevalier Gaspard, 1908, Flammarion
- Des cris dans la mêlée, (prose), 1916, Flammarion
- Le Rire de Maurin, 1923, Flammarion
- La Gueuse des Marais, 1928, Flammarion

### Théâtre
- Au clair de la lune, comédie en un acte en vers, Alphonse Lemerre, 1870
- Pygmalion, poème dramatique en un acte, Alphonse Lemerre, 1872
- Othello ou le More de Venise, drame en 5 actes en vers, Charpentier, 1881
- Smilis, drame en 4 actes en prose, Ollendorff
- Mascarille, à-propos en vers pour l'anniversaire de Molière, Alphonse Lemerre, janvier 1873
- La Comédie française à Londres, Jouaust
- La Comédie française à Alex. Dumas, Ollendorff
- Smilis, drame en quatre actes et en prose, 1884, Ollendorff
- Le Père Lebonnard, 1889 ; pièce produite pour la première fois au Théâtre-Libre. et tournée au cinéma en 1939
- La Légende du Cœur, Théâtre antique d'Orange, 13 juillet 1903, Flammarion
- Le Manteau du Roi, Théâtre de la Porte-Saint-Martin, 22 octobre 1907, Flammarion
- Don Juan ou la Comédie du siècle, 1889 (XIXe siècle), poème dramatique en 5 actes
- Forbin de Solliès, pièce en 2 actes, 1920, Flammarion
- La Milésienne, 1924, Flammarion

### Essais
- La Vénus de Milo : recherches sur l'histoire de la découverte, d'après des documents inédits, 1874, Sandez
- Leconte de Lisle, librairie Fischbacher, 1887, texte sur Gallica.
- Alfred de Vigny, mars 1914, conférence de la Revue Hebdomadaire, Flammarion
- Comment rénover la France (prose), 1918, Flammarion

## Archives
- Le fonds d'archives de l'écrivain est conservé aux archives municipales de Toulon[19].

## Maisons
- Sa maison natale se trouve rue de l'Ordonnance à Toulon.
- Il habite longtemps La Garde dans sa villa Les Lauriers Roses ; cette maison est devenue le musée Jean-Aicard et Paulin-Bertrand.
- Il finit sa vie à Solliès-Ville dans une maison près de l'église ; cette maison est devenue un petit musée Jean-Aicard.

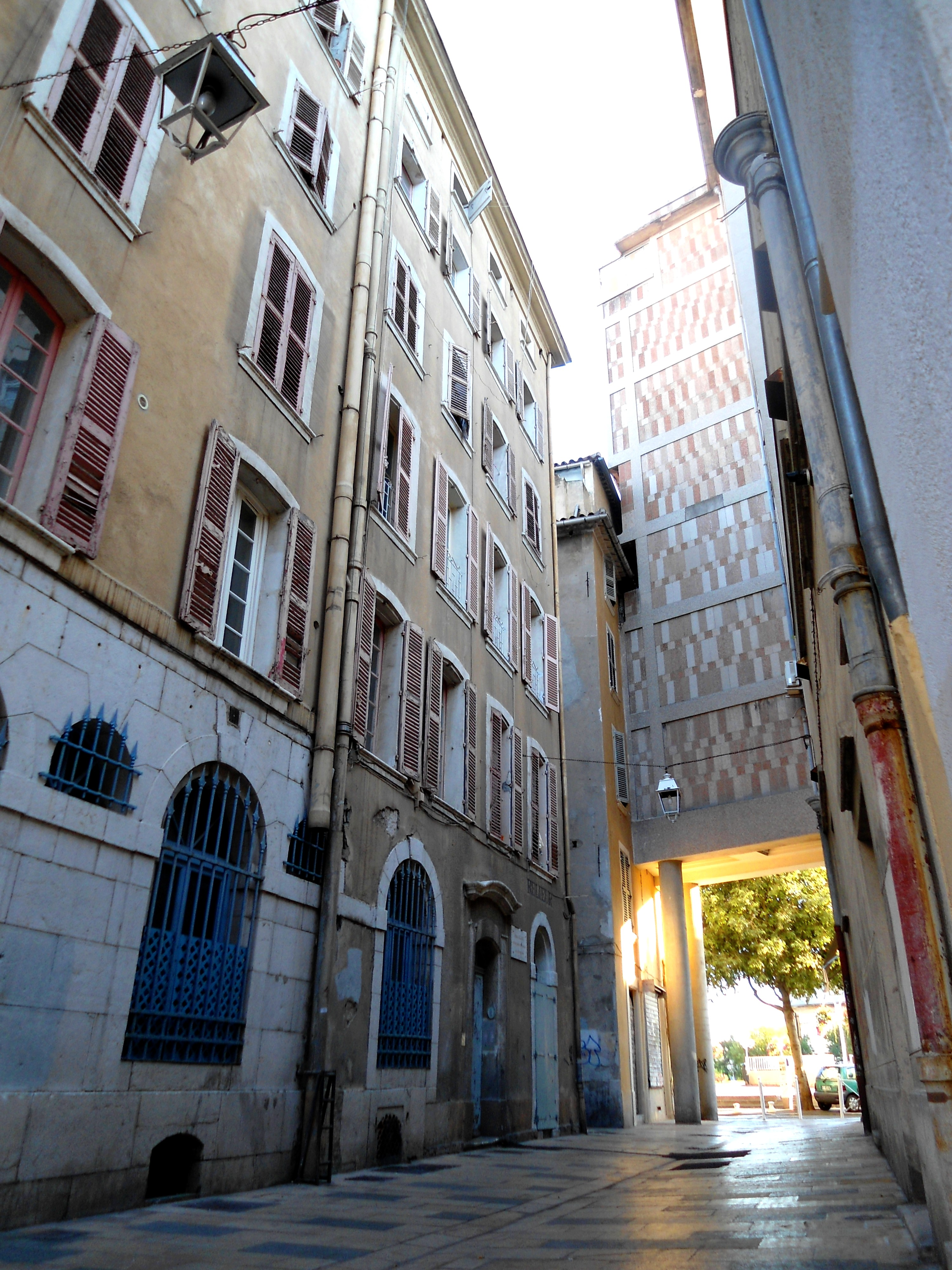
Maison natale rue de l'Ordonnance à Toulon.
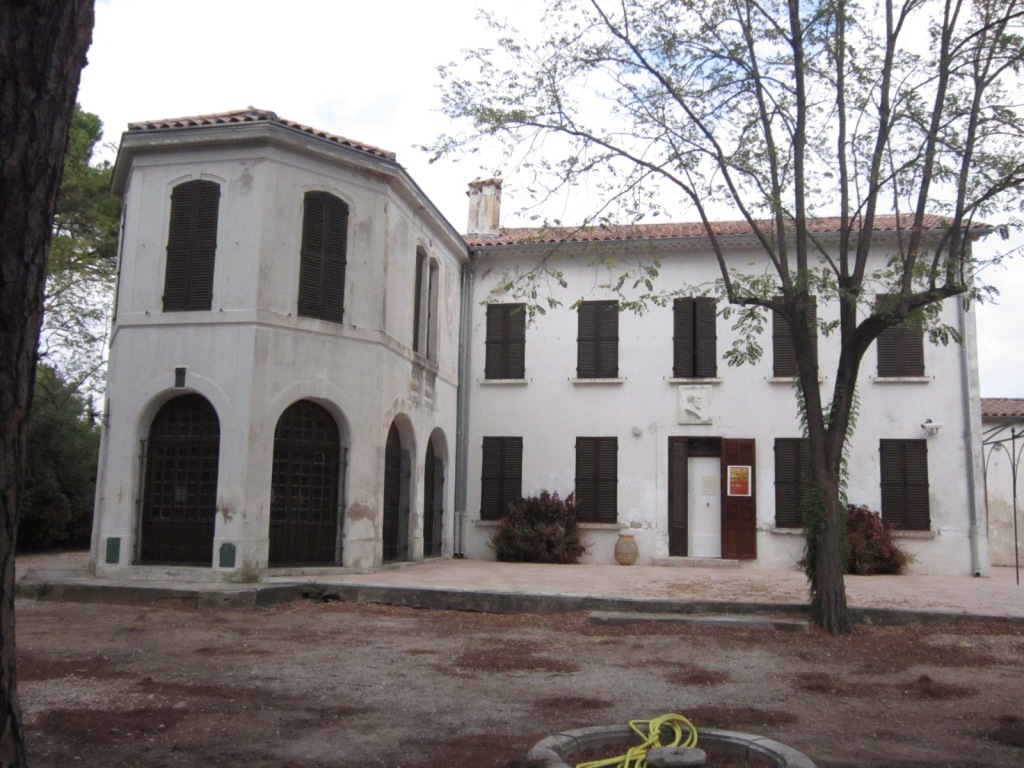
Vue générale des Lauriers-Roses à La Garde.
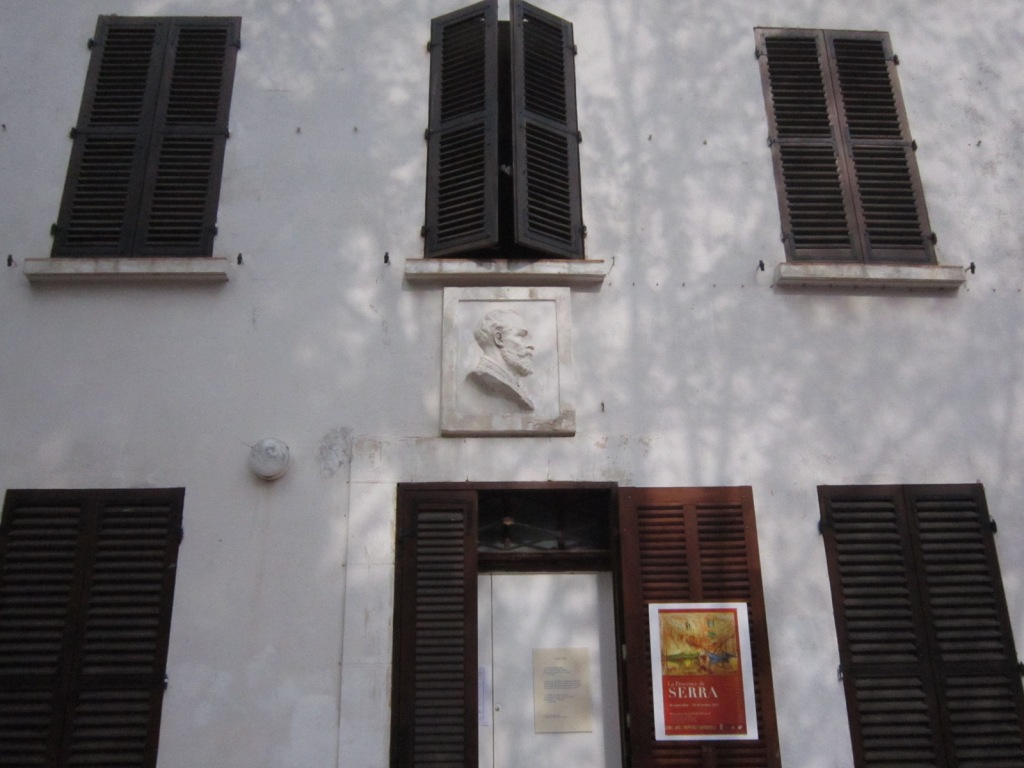
Entrée des Lauriers-Roses à La Garde.

## Adaptations

### Au cinéma
- 1919 : L'Ibis bleu, film muet français réalisé par Camille de Morlhon.
- Le cinéaste André Hugon a porté à l'écran les romans Roi de Camargue (film muet, 1921), Les Trois Masques (1929), Maurin des Maures (1932), L'Illustre Maurin (1933) et Gaspard de Besse (1934).
- 1946 : Le Gardian, film français réalisé par Jean de Marguenat, adaptation du roman Roi de Camargue.

### À la télévision
- Les romans Maurin des Maures et l'Illustre Maurin sont adaptés respectivement en 1970 et 1974 sous forme de feuilletons télévisés (voir Maurin des Maures).

## Anecdotes
Si l'on en croit Léon Daudet, Aicard possédait un tel talent pour réciter des vers qu'il transformait alors chaque poésie, même médiocre, en un chef-d'œuvre fugitif. Rimbaud n'avait pas dû être sensible à son charme, car on connaît l'épisode où il ponctuait du mot de Cambronne chaque vers d'un poème que récitait Jean Aicard. C'est cependant à ce poète qu'il a dédié Les Effarés.

## Prix et distinctions

### Prix de littérature
- Médaille d'or du prix de la poésie française de la Société académique du Var (1873).
- Prix Montyon (1874 et 1876) de l’Académie française.
- Prix Vitet (1881) de l'Académie française.
- Prix de poésie (1883) de l'Académie française.

### Décorations
- : Officier de la Légion d'honneur[23].
- : Officier de l'Instruction publique[24].
- : Commandeur de la Couronne d'Italie[25].
- : Croix de Sainte-Anne de 3e classe[26].

## Hommages toponymiques
Par ordre alphabétique des villes :

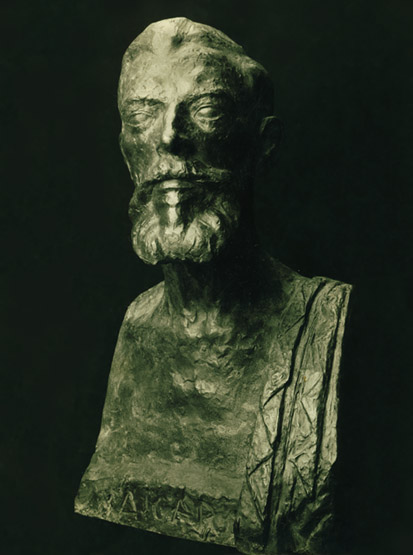
Jean Aicard par le sculpteur Victor Nicolas (buste en bronze, 1931).

- une rue à Bormes-les-Mimosas, où il est écrit "Maurin des Maures" dans une maison de la rue Carnot, appartenant a son ami et maire de Bormes, Mr Vigourel
- une rue à Besse-sur-Issole
- une rue à Cannes dans le quartier de La Bocca
- une rue à Clermont-Ferrand
- une avenue à Collobrières
- une école primaire à La Crau
- une rue à Cuers
- une école maternelle et une rue à Draguignan[27]
- une école primaire à La Farlède
- une rue et un bâtiment au Lavandou
- un musée, une école primaire et une rue à La Garde
- un lycée à Hyères
- une rue à Hyères
- un groupe scolaire au Luc
- une rue à Nice
- une avenue et un anciennement un square dans le 11e arrondissement de Paris (avec un arrêt éponyme du bus 96 de la RATP, montant/descendant les rues Oberkampf et de Ménilmontant)
- une rue aux Pennes Mirabeau
- une rue à Roquebrune-sur-Argens
- une rue à Saint Laurent du Var
- une rue à Saint Mandrier
- une rue aux Saintes Maries
- une rue à Saint-Raphaël
- une place à Solliès-Ville
- une école maternelle, une école primaire et un musée à Toulon ; de plus, un buste sculpté se trouve dans le jardin Alexandre-Ier
- une rue à Toulouse
- une école élémentaire à Pourrières
- une école élémentaire à Gonfaron